# Astragalus alamliensis
Astragalus alamliensis — вид квіткових рослин з родини бобових (Fabaceae). Ареал охоплює такі країни: Іран (провінція Хорасан).

## Середовище
A. alamliensis — багаторічна трав'яниста рослина, що росте в гірських степах і була знайдена в сухих долинах з чагарниками саксаулу, змішаними з полинами та Krascheninnikovia. Відомо, що цей вид зустрічається в лісах Копетдагу та лісостеповому екорегіоні. Вид знайдений на висотах 1200–2000 метрів. Сільськогосподарське культивування, надмірний випас худоби та надмірна вирубка деревної рослинності для палива значною мірою сприяли скороченню площ природної рослинності в екорегіоні, де відомо про наявність цього виду.